# Campionati europei individuali di ginnastica artistica 2013 - Trave
La finale ad attrezzo alla trave ai Campionati Europei si è svolta allo Sportivnyj Kompleks Olimpijskij di Mosca, Russia il 21 aprile 2013.

## Vincitrici
| Oro                     | Argento               | Bronzo                    |
| Larisa Iordache Romania | Diana Bulimar Romania | Anastasija Grišina Russia |

## Qualificazioni
L'inglese Gabrielle Jupp si infortuna durante la qualificazione ed è costretta a ritirarsi dalla gara. Al suo posto entra la russa Anastasija Grišina, che vince il bronzo.
| Pos. | Ginnasta            | Totale | Qual. |
| ---- | ------------------- | ------ | ----- |
| 1    | Larisa Iordache     | 15.066 | Q     |
| 2    | Diana Bulimar       | 14.366 | Q     |
| 3    | Carlotta Ferlito    | 14.200 | Q     |
| 4    | Elisa Meneghini     | 14.033 | Q     |
| 5    | Giorgia Campana     | 14.033 | —     |
| 6    | Vanessa Ferrari     | 13.833 | —     |
| 7    | Olena Vasylieva     | 13.600 | Q     |
| 8    | Gabrielle Jupp      | 13.566 | Q     |
| 9    | Katarzyna Jurkowska | 13.500 | Q     |
| 10   | Ruby Harrold        | 13.433 | Q     |
| 11   | Anastasija Grišina  | 13.400 | R1    |
| 12   | Charlie Fellows     | 13.200 | —     |
| 13   | Ana Filipa Martins  | 13.200 | R2    |
| 14   | Roxana Popa Nedelcu | 13.166 | R3    |

## Classifica[1]
| Posizione | Ginnasta            | D Score | E Score | Pen. | Totale |
| --------- | ------------------- | ------- | ------- | ---- | ------ |
| Oro       | Larisa Iordache     | 6.400   | 8.866   | —    | 15.266 |
| Argento   | Diana Bulimar       | 6.000   | 8.833   | —    | 14.833 |
| Bronzo    | Anastasija Grišina  | 5.600   | 8.766   | —    | 14.366 |
| 4         | Carlotta Ferlito    | 5.800   | 8.266   | —    | 14.066 |
| 5         | Katarzyna Jurkowska | 5.500   | 8.366   | —    | 13.866 |
| 6         | Ruby Jarrold        | 5.100   | 8.533   | —    | 13.633 |
| 7         | Elisa Meneghini     | 5.700   | 7.433   | —    | 13.133 |
| 8         | Olena Vasylieva     | 4.100   | 5.833   | —    | 9.933  |